# Vallani és vállalni
Vallani és vállalni – a két világháború közötti erdélyi magyar irodalomban lezajlott irodalmi vita az író és az irodalom hivatásáról.

## A vita és utóélete
A vita kezdeményezője Kuncz Aladár volt, aki, miután az Erdélyi Helikon szerkesztését a Magyarországra távozó Áprily Lajostól átvette, fontosnak érezte, hogy az akkor már közel egy évtizedes múltra visszatekintő erdélyi magyar irodalom néhány alapkérdésében a szélesebb irodalmi közvéleményt megszólalásra bírja. Ő kérte fel egy 1929. szeptember legelején írott levélben Berde Máriát, Tabéry Géza Vértorony c., nem sokkal korábban megjelent regénye kapcsán, „harcias és éles állásfoglalás”-ra abban a kérdésben, hogy „…vajon a mai erdélyi írónak a históriai virágnyelv helyett nem kellene-e egyenesen hozzányúlnia a mostani fájó és aktuális kérdésekhez” (Kuncz Aladár: Levelek. 1907–1931. 152–153).
Berde Máriának e felkérésre írott cikke Vallani és vállalni címmel az Erdélyi Helikon 1929. októberi számában jelent meg. A cím nem csak a vitának adott nevet, hanem a romániai magyar kritikában fogalommá vált, s amikor a későbbi évtizedekben reá visszatértek, kiindulópontul szolgált az író hivatásának, a közössége iránti elkötelezettség elvárásának újabb és újabb felvetésére.
Kuncz a Berde-cikkhez írott szerkesztői bevezetőben a nyilvánosság számára is megfogalmazta az általa kezdeményezett vita alapkérdését: „…viszonyaink között vajon van-e teljes jogosultsága a történeti regénynek, s a históriai virágnyelv vajon nem csupán menekvés a bátor felelősségtől, amely az írót arra kötelezi, hogy műveiben mindenekelőtt a ma tükörképét adja, s élő-eleven problémákat szólaltasson meg”. A felvetés tehát már eleve két irányba mutatott: egyrészt magának a történelmi regény műfajának a belső problémája, másrészt az író hivatása és az alkotásnak a közösségi sorsba való beágyazottsága felé.
A vitaindító cikk már maga is állásfoglalás mindkét irányban. Berde Mária pontosítással él a műfaj kérdésében: elfogadja az olyan fajta történelmi regényeket, amelyek „eleven kapcsolatokkal fogóznak a jelenbe”, de elveti azokat, amelyek megpróbálják „a mi jelenvaló, külön igazságainkat visszacsempészni a múltba”, amelyeknél „a jelen van átfecskendezve a múltba, mint valami mesterséges injekció”, hogy „aranka-természetével… elnyomja a ma regényének megszületését”. Ugyanakkor kihegyezi a Kuncz felvetette másik vonatkozást is: „Tisztán irodalmi nézőpontból… nemcsak hogy becsületesebb, de részben könnyebb is volna megfogni a jelenben lüktető s magát felkínáló életet. Csakhogy persze a könnyebbség pusztán a megalkotás munkájára vonatkozik, viszont kiállani a művünk mellé – vallani és vállalni –, ahhoz emeltebb homlok, több mindennel való leszámolás, több mindenre való elkészülés is kell, író és kiadó részéről egyaránt.”
A Berde-cikk egész lavináját indította el a hozzászólásoknak, hullámai Brassótól Nagyváradig és Temesvárig az Erdélyi Helikon oldalairól kilépve, a helikoni írócsoportnál jóval szélesebb kört mozgattak meg és késztettek állásfoglalásra. Elsőnek Kacsó Sándort, aki akkor már járta a maga kálváriáját Vakvágányon című regényének az ESZC lektorátusa által elutasított kéziratával, s aki a Brassói Lapokban közölt hozzászólásával (Gyávák voltak az erdélyi magyar írók. 1929. október 16.) egyfelől személyes síkon, de napilapban való megjelenésével egy szélesebb körű nyilvánossághoz fordulva, másfelől a Berde-cikk fent idézett summázata szellemében lendítette tovább a vitát. A további hozzászólásoknak ennek megfelelően volt egy, a visszautasított regény sorsával kapcsolatban általában a helikoni irodalompolitikát feszegető ága (mindjárt  Tabéry Géza két változatban, a Nagyváradban, ill. az Ellenzékben megjelent válaszcikkével, Kacsó Sándor viszontválaszával, majd a Korunk, ill. a Temesvári Hírlap köre részéről az egész Helikont általában támadó hozzászólásokkal), másrészt kirajzolódott benne egy másik vonal, amely a való élet, az erdélyi kisebbségi sors valóságos problémáival való szembenézést sürgette.
A vitát Franyó Zoltánnak a Temesvári Hírlapban megjelent hozzászólása (Az erdélyi írók gyávasága. 1929. október 29.) tágította – méghozzá nem csak élesen, de durván is – az egész helikoni irodalompolitika (Kántor Lajos pontosítása szerint: az intézmény és az ideológia) bírálatának irányába: „Végre egy helikoni író állott ki a placcra, hogy a hivatalosan patentírozott erdélyi írókat tetemre hívja…, végre egy szenvedélyes vétó abból a táborból, melytől eddig csak a transsylvanizmus karban harsogott dicséretét hallottuk, gróf Bánffy Miklós vezéri tollszárának dirigálása szerint. Mi, az önképzőköri szervezeten kívül élő, független erdélyi írók, már egy évtized óta hangoztatjuk – amit végre a fajszékely Kacsó Sándor is megérzett –, hogy baj van a transylvanizmus körül és minél erősebb adminisztratív szervezetet építenek ki e fikció egyeduralmának biztosítására: – annál nagyobb baj!” A cikk hangneme helyenként minden határt túllép (Franyó Zoltán „a drótsövénnyel körülzárt transsylvanista karámnak világszemléleti eunuchokká herélt foglyai”-ról beszél, akik „ötvenszázalékos kvóta arányában egyeztek ki a lelkiismeretükkel”, s „e véres karnevál jelmezes figuráinak egész tébolyult haláltáncá”-ban „a »közvélemény« alattomos tinta-stricijé”-re, „kétkrajcáros áldozatok árán legendás nimbuszt szerzett mecénás-Shylock”-ra mutogat). Hasonló hangvétel jellemzi a vitában ugyanott hozzászóló Szirmai Lászlót (Író urak! Több bátorságot! 1929. november 3.) vagy Asztalos Sándort (Számadás. 1929. december 25.), aki így értékeli a „gyávaság-vitát”: „Az erdélyi magyar író gyáva, de a Helikon ennek a gyávaságnak az apostola”, majd alább: „A Helikon úgy ütötte rájuk [az írókra] Bánffy Miklós gróf szemmértékének és világszemléletének a bélyegét, mint a számadó juhász a nyájra.”
A körön kívüli bírálat másik megszólaltatója a helikoni táborral más vonatkozásban is szemben álló Korunk főszerkesztője, Gaál Gábor, aki a folyóirat novemberi számában közölt cikkének címével (Gyávák-e az erdélyi írók?) Kacsó Sándor hozzászólásához kapcsolódik, tartalmilag azonban inkább a Temesvári Hírlap köréhez. „Kacsó Sándor fogalmazásában – írja – kétségtelenül sokat fordul elő az a szó, hogy »erdélyi«. Ám erről a frazeológiáról, ha erősen odanézünk, kiderül, hogy csak halvány gőzverése már annak az erdélyi szómitológiának, amit Erdély vicinális irodalompolitikusai találtak ki dilettantizmusuk igazolására.” Az ő Helikon-bírálata azonban kimondottan az osztályharc alapján álló marxista kritikus ítélete, mégpedig az egész transzilvanizmusról: „Az erdélyi írók zöme eladta függetlenségét – állítja. – Nem árért, de egy képtelen, az írói érzületre gátlásokat szerelő elvért. Eladta azért a fából-vaskarika meggyőződésért, hogy a generációk és osztályok, a stílusok és ideológiák kiegyenlíthetők, s az író köthet egy ünnepélyes nagy Treuga Deit, melyben az örök béke fényességei csillámlanak már ma. S nem vette észre, hogy a legközvetlenebb valósága megírni- és kikövetelni valóját veszítette el ezáltal… Ez a suttyom-akadémia azt találta ki, hogy a feudalizmussal kibékíthető a székely paraszt, ezzel pedig a városi polgár, s hogy e kiegyenlítő kibékülést az egykori erdélyi hivatalnok-dzsentri mára korszerűtlenedett tudata elvégezheti.”
A Gaál-cikk azonban nem csak irodalompolitikai, hanem – amint arra Kántor Lajos rámutatott (Vallani és vállalni. Egy irodalmi vita és környéke. 1929–1930. Kolozsvár, 1984. 105) – esztétikai fenntartásokat is megfogalmaz: „A valóság felé vezető híd tehát – írja tovább Gaál – itt már az első lépésnél leszakadt, s ezért az erdélyi író valami ködös és érthetetlen parton bolyong, rossz és avult irodalmi emlékeit újjáképzelegve, a századelő Nyugatának esztéta technikáján és szépségeszményén rágódva… Az írók többsége bizony itt se igazi író, s ami a legnagyobb baj, még csak nem is akar az lenni.” Gaál Gábor azonban – s erre ismét Kántor figyelmeztet, s az Erdélyi Helikon 1929. novemberi számát szemrevételezve alá is támasztja állítását – a vitától a Helikonon belülről is vár némi változást: „Ennek a csődnek a kikerülésére a Kacsó Sándorok dolga (ha vannak!) azt a legelsőt kikövetelni, hogy az erdélyi író is az írnivalóját írja és a kortárs-igényei követelnivalóját követelje.”
Megjegyzendő, hogy a Kacsó-regény kiadása kapcsán érintett Kós Károly, a „viharügynök” nem szólalt meg a vitában. Van azonban egy utalása reá Berde Máriához írott, 1929. november 20-án kelt levelében. „…átolvastam a regényt én is, és nagyon-nagyon gyengének találtam mint írásművet. Ami pedig a propagandajelleget illeti, hát a Tabéry Géza Tűzmadara bizonyította be, hogy csupán ezzel a »bátorsággal« nem lehet megfogni a közönséget.”
Valóban, a Helikonon belüli hozzászólások túlnyomó része a jelen problémái felé fordulás elvárását tartja elsődlegesen fontosnak. Kacsó Sándor első hozzászólásában, a múltba vagy Erdélytől távoli világokba elkalandozó regényekre utalva, a hazai problémákkal való szembenézést sürgeti: „Mintha a mi témáink, a mi fájdalmaink nem lehetnének általánosan emberiek! Mintha nem az volna a mi feladatunk, hogy ennek a földnek, ennek a sorsnak, sőt a kisebbségi sorsnak színét és szagját, örömét, ha lenne, és jajgatását, ami elég van, erecskékkel vagy dagadó folyókkal bevigyük az emberiség nagy Óceánjába.” Még határozottabb Tamási Áron, aki, miután a Vértorony kapcsán már kifejtette a véleményét a Berde-cikk megjelenése előtt Ellenzék, 1929. augusztus 18.), magához a vitához is hozzászól. Tabéry-kritikájának summáját a zárómondatok hordozzák: „…a történelmi regény mégiscsak közvetett eszköze a mondanivalónak. Távolból, az élők életének háta megül szóló harsona… Ez minden történelmi regény biztos veresége. Ezért…: ne öltözzék páncélba az író, ha meg akarja mondani az igazságot. Lássuk meztelen karddal őt, elszánt hadakozásban jelen sorsunk kínjai között!” Kacsó Sándor hozzászólásához kapcsolódó cikkében pedig (Így van! Erdélyi Helikon, 1929/11) némi átfogalmazással megismétli az előbbieket, majd így nyomatékosít: „Nekem most nem műformák és elvi kérdések jelentik az irodalmat, hanem a fájdalom és az öröm, a panasz és a gyermekes kuncogás, a népem sorsa, amely bennem vonaglik, a harc minden hazug és gonosz ördögfia ellen: egyszóval az élet.” És tovább: „Tagadom, hogy ez a sereges múltba-gyaloglás ösztönös, szükségszerű cselekedet lett volna. Egyszerűen tünet az, ragadós írói gesztus, vagy ha úgy tetszik: divat. És nemegyszer kibúvás az író feladata elől.” Mérleget készít a tízéves erdélyi irodalomról – ebbe beleértve azt is, ami már a Helikonhoz és az Erdélyi Szépmíves Céhhez fűződik, s az eredmény nem kimondottan pozitív: „A tízéves erdélyi termésben alig találhatok négy könyvet, amelyet csak erdélyi ember és csak a háború után tudott volna megírni… Nyilvánvaló tehát, hogy az erdélyi magyar irodalom nem a mi valóságos, fájdalmas sorsunknak a képe, hanem egy levegőtlen, fonnyadt, nem eleven, hanem élet-mímelő irodalom, amelynek talpa alól kihúzták kilencszáztizennyolcban a talajt.”
A körön belülről szólal meg Nyirő József is, mégpedig az elsők között (Az író írjon önmagából. Keleti Újság, 1929. október 20.), s amint azt cikkének címével már kifejezi, azt vallja, hogy akár a jelenről, akár a múltról legyen szó, a belülről fakadó írásnak van csak létjogosultsága.
A többi hozzászólók: Finta Zoltán, Kádár Imre, Kovács László, Szántó György a Helikon írótáborából, Temesvárról Fekete Mihály és Károly Sándor, a Tamási Áron által aposztrofált fiatalok részéről B. Bányai László, a körön kívülről Osvát Kálmán, Spectator és az erdélyi magyar irodalom iránt akkoriban igen érdeklődő Heinrich Zillich vagy a vitához írásban és karikatúrákban „hozzászóló” Tomcsa Sándor a kép teljességéhez tartoznak.
A vitát lezáró cikk megírására Kuncz Molter Károlyt kérte fel, írása (Enyveshát címmel) az Erdélyi Helikon 1930. januári számában jelenik meg, együtt Osvát és Zillich hozzászólásával (utóbbi a Klingsorból átvéve, magyar fordításban). Molter Berde Mária vitaindítója és Kuncznak a levelekből kirajzolódó véleménye szellemében összegezi a vitát.
A vita utóélete szempontjából külön kell számba vennünk a közvetlen reagálásokat és azokat a tanulmányokat-könyveket, amelyek több évtizedes távolból, immár egy alapvetően más irodalmi helyzetben idézik fel az egykor szembesülő nézeteket és vonják le a tanulságokat.
A kortárs reagálások közé tartozik Tabéry visszatérése a vitára az 1930-ban megjelent Emlékkönyvben, aki egyfajta kiegyenlítő szellemet érvényesít, amely szerinte az igazi transzilván szellem érvényesülése. A fiatal nemzedékhez tartozó Jancsó Elemér az erdélyi magyar irodalom életének egy-másfél évtizedén végigtekintve, a Helikonnal szemben megfogalmazott külső és belső bírálatok szellemét képviseli: „Visszatekintve a tizenhárom éves erdélyi irodalomra – írja az Új arcvonal-antológiában (Kolozsvár, 1931) megjelent tanulmányában – , megállapíthatjuk azt, hogy sok komoly művészi értéket termelt ki, de a maga nagy egészében nem váltotta valóra a tömegek hozzá fűzött reményeit…” „…az erdélyi irodalom, egy-két kivétellel, kitart a tegnap mellett és nem vállalja sem a mát, sem a holnapot”. Tolnai Gábor két évvel később megjelent könyvében (Erdély magyar irodalmi élete. Szeged, 1933) az 1930-as évek elején (már a vita után) megjelent Kacsó Sándor-, Tamási Áron-, Székely Mózes- és Szilágyi András-regényekre (Vakvágányon, Czímeresek, Zátony, Új pásztor) s a vitára visszautalva így vélekedik: „Ez a »vallani és vállalni«-vita s ezek a regények mintegy szellemi Jánusz-oszlopokként állanak az erdélyiség fejlődésében. Ezek a munkák valóságos megelőzői az akkor fellépő nemzedékek törekvésének, amely az erdélyi magyarság problémáit szociális térre vitte át.” A kortársak közül Ligeti Ernő Súly alatt a pálma című könyvében idézi fel részletesen a vita történetét, amelynek során kiemeli Kuncz Aladár és Tamási Áron szerepét, de egyébként általában igyekszik összemosni az egymással szembefeszülő nézeteket. Részletesen kitér viszont azokra a vitán kívüli indokokra, amelyek meghatározták egyik vagy másik hozzászóló véleményét (pl. az ESZC lektorainak tévedéseire).
A vita – közel negyedszázadig tartó csend után – az 1960-as évek végétől megjelenő irodalomtörténeti összefoglaló munkákban, tankönyvekben (Sőni Pál, Kántor Lajos és Láng Gusztáv, Dávid Gyula – Marosi Péter – Szász János) kap értékelést; részletesen felidézi az egykori eseményeket Kacsó Sándor önéletrajzi trilógiájának második kötetében, majd Balogh Edgár és a Gaál Gábor-kutató Tóth Sándor foglalkozik vele egy-egy tanulmányban a Korunkban (1971–72). Előbbi „a kortársi elfogultságokat a történelem mérlegére téve…, túlságosan is összehangolni igyekszik a világnézeti gyökerű… éles polémiát” (Kántor Lajos), míg utóbbi „a »helikoni irodalom« legendájának szétfoszlatása érdekében a belső ellentmondásokra figyel elsősorban”, miközben „összefoglalása és kommentálása már 1971-ben is nyilvánvaló tényeket hagy figyelmen kívül” (Kántor Lajos). Néhány évvel később Mózes Huba, illetve Ritoók János bizonyítja újonnan előkerült dokumentumokkal azt, hogy a vita kezdeményezője és kézben tartója végig Kuncz Aladár volt, majd Marosi Ildikó a Helikon és a Szépmíves Céh dokumentumainak kétkötetes korpuszában teszi közzé a vita egészének hátterét képező levelezést.
Ezek után kerül sor arra, hogy Kántor Lajos előbb az Utunkban 1981-ben sorozatban közölt tanulmányokban, majd az azokban foglaltakat továbbgondolva és kibővítve, önállóan publikált nagyobb tanulmányban tárja fel a vita előzményeit, történetét, kellő figyelemmel a befejezése utáni megnyilvánulásokra és külön fejezetben az egész vita művekben tetten érhető további eredményeire (a Tolnai Gábor által említetteken kívül Kuncz Aladár Felleg a város felett című regényére és Bánffy Miklós monumentális trilógiájára, az Erdélyi történetre). Könyvének summája: „A Vallani és vállalni vitája nyomán tehát egyrészt a közösségi gondok vállalásában, másrészt – a divatos (romantikus és naturalista) történelmi regény meghaladásával – a regényműfajon belüli változatok széles skálájának, stiláris lehetőségeinek kidolgozásában a romániai magyar írók bizonyították bátorságukat. A kollektív publicisztikai önbírálat tisztító és ösztönző hatása a legtöbbet: új, maradandó etikai és esztétikai értékeket hozott, kiemelve a romániai magyar prózát korábbi provincializmusából.”

## A vita irodalma
- Berde Mária: Vallani és vállalni. Erdélyi Helikon 1929/10.
- Kacsó Sándor: Gyávák voltak az erdélyi magyar írók. Brassói Lapok, 1929. október 16.
- Tabéry Géza: A gyáva erdélyi magyar irodalom. Nagyvárad, 1929. október 20.;
- Tabéry Géza: Mi volt az erdélyi írók gyávasága? Ellenzék, 1929. október 20.
- Nyírő József: Az író írjon önmagából. Keleti Újság 1929. október 20.
- Kádár Imre: Hát gyávák voltunk-e? Brassói Lapok, 1929. október 23.
- Kacsó Sándor: Én vallottam, ti tagadtatok. Tartson lelkiismeret vizsgálatot Tabéry Géza. Brassói Lapok 1929. október 27.
- (Füzi Bertalan): Gyávák voltak-e? Brassói Lapok, 1929. október 28.
- Franyó Zoltán: Az erdélyi írók gyávasága. Temesvári Hírlap, 1929. október 29. (Ugyanaz némileg változtatott szöveggel: Brassói Lapok 1929. november 3.)
- Fekete Mihály: Fiaim, csak énekeljetek. Temesvári Hírlap, 1929. október 31.
- Tamási Áron: Így van! Erdélyi Helikon, 1929/11.
- Szántó György: Up to date. Erdélyi Helikon, 1929/11.
- Gaál Gábor: Gyávák-e az erdélyi írók? Korunk, 1929/11.
- Kovács László: A múlt dicsérete. Pásztortűz 1929. november 3.
- B. Bányai László: Legyen a múltból jövendő. Néhány szó a történelmi regényről. Pásztortűz, 1929. november 3.
- Finta Zoltán: Vállalni és vallani… Brassói Lapok 1929. november 3.
- Krizsán Sándor: Ki az életbe, Erdély írói. Brassói Lapok 1929. november 3.
- Szirmai László: Író urak! Több bátorságot! Temesvári Hírlap, 1929. november 3.
- Károly Sándor: Nézzük hát, ki a gyáva? Brassói Lapok, 1929. november 10.
- Kádár Béla: A végszó jogán. Az olvasó hozzászólása. Brassói Lapok 1929. november 17.
- Dóczy Jenő: Üzenet Erdélybe. Keleti Újság, 1929. december 8.
- Gyávák-e az erdélyi írók? Írta és rajzolta Tomcsa Sándor. Brassói Lapok 1929. december 15.;
- Tomcsa Sándor: Nohát! Gyávák? Brassói Lapok, 1929. december 22.
- Spectator: Leajzódás. Ellenzék 1929. december 24.
- Asztalos Sándor: Számadás. Temesvári Hírlap 1929. december 25.
- Heinrich Zillich: Gyávák-e az erdélyi költők? Erdélyi Helikon, 1930/1.
- Osvát Kálmán: Szabad-e…, s mindjárt az első alkalommal… Erdélyi Helikon 1930/1.
- Molter Károly: Enyveshát. Erdélyi Helikon, 1930/1.
- Tabéry Géza: Emlékkönyv. Kolozsvár, 1930. 55–58.
- Jancsó Elemér: Az erdélyi irodalom útjai. 1918–1931. In: Új arcvonal. Tizenkilenc fiatal erdélyi író antológiája. Kolozsvár, 1931;
- Jancsó Elemér: Erdély irodalmi élete 1918-tól napjainkig. Nyugat 1935. I. 283–298.
- Tolnai Gábor: Erdély magyar irodalmi élete. Szeged 1933.
- Ligeti Ernő: Súly alatt a pálma. Kolozsvár, 1941. 105–107.
- Sőni Pál: A romániai magyar irodalom története. Bukarest, 1969. 15.
- Kántor Lajos – Láng Gusztáv. Romániai magyar irodalom. 1945–1970. Bukarest, 1971. 5–24.
- Tóth Sándor: „Vallani és vállalni” avagy vita az írói gyávaságról. Korunk 1971/12.
- Balogh Edgár: Kós Károly vitája. Korunk, 1973/11.
- Kacsó Sándor: Fogy a virág, gyűl az iszap. Bukarest, 1974. 301–308.
- Mózes Huba: Kuncz kezdte. Utunk, 1974/45.
- Dávid Gyula – Marosi Péter – Szász János: A romániai magyar irodalom története. Tankönyv a XII. osztály számára. Bukarest, 1977.
- Ritoók János: Valóban Kuncz kezdte. Korunk, 1978/5.
- A Helikon és az Erdélyi Szépmíves Céh levelesládája. 1924–1944. Sajtó alá rendezte Marosi Ildikó. Bukarest, 1979. II. 366–367.
- Kántor Lajos: Erdélyi írástudók egy vita tükrében (Vallani és vállalni. 1929–1981). Utunk, 1981/10;
- Kántor Lajos: „…vegyenek részt az Erdélyi Helikon feljavításában”. Utunk, 1981/11;
- Kántor Lajos: Vita a gyávaságról. Utunk, 1981/12;
- Kantor Lajos: Honfoglalás a jövendőben. Utunk, 1981/25;
- Kántor Lajos: Cselekedni kellene. Utunk, 1981/35;
- Kántor Lajos: Vallani és vállalni. Korunk, 1995/12.
- Balogh Edgár: Irodalmi vita. (Szócikk a Romániai Magyar Irodalmi Lexikon I. kötetében.) Bukarest, 1981. 406.
- Kuncz Aladár: Levelek. 1907–1931. Sajtó alá rendezte Jancsó Elemérné Máthé Szabó Magda és Juhász András. Bukarest, 1981. 152–153.
- Kós Károly levelezése. Összegyűjtötte, sajtó alá rendezte Sas Péter. Budapest, 2003. 244–245.